# Thierry Delli-Zotti
Pas d'image ? Cliquez ici
Thierry Delli-Zotti est un pilote et copilote français de rallye automobile et de rallye-raid né le 5 février 1964. 

## Biographie
Thierry Delli-Zotti est originaire de Guitrancourt dans les Yvelines.
En 1991, Thierry pilote sur le rallye Dakar avec comme copilote le sélectionneur de l'Équipe de France de football Michel Hidalgo. Il est devenu par la suite sur cette même compétition copilote de grands noms du Dakar comme Bruno Saby et le japonais Kenjiro Shinozuka dont il finira sur le podium du classement finale en 2002. Il remportera également trois étapes sur un seul Dakar avec le pilote espagnol José Maria Servià en 1999. 
Il fait rentrer son frère ainé Éric dans le milieu mécanique et sportif à la fin des années 1990, en tant que mécanicien sur le rallye Dakar pour l'équipe 
Mitsubishi.
Depuis 2004, il partage sa vie et la même passion pour le sport automobile avec l'ex-championne d'escalade Isabelle Patissier. Ils ont participé à de nombreuses courses ensemble avec un buggy conduit par Isabelle et copiloté par Thierry qui s'occupe également de la mécanique et de la conception pour le coté pratique de l'habitacle du véhicule. En 2012, ils ont ensemble fondé une école de pilotage au Maroc, qui propose des stages de formation au rallye-raid, pour les deux postes (pilote et copilote).
Thierry a deux enfants d'un mariage antérieur à sa relation avec la grimpeuse française Isabelle Patissier.

## Palmarès

### Résultats au Paris-Dakar (Pilote)
| Année | Catégorie | Constructeur | Position | Copilote        |
| ----- | --------- | ------------ | -------- | --------------- |
| 1989  | Auto      | Mitsubishi   | 59e      |                 |
| 1990  | Auto      | Mitsubishi   | 41e      | Villepreux      |
| 1991  | Auto      | Mitsubishi   | 21e      | Michel Hidalgo, |
| 1992  | Auto      | Mitsubishi   | Abd.     |                 |
| 1994  | Auto      | Mitsubishi   | 35e      |                 |
| 1995  | Auto      | Mitsubishi   | 16e      | Alcouffe        |

### Résultats au Paris-Dakar (Copilote)
| Année | Catégorie | Constructeur        | Position           | Victoires d'étape | Pilote                | Classement Femme de sa pilote |
| ----- | --------- | ------------------- | ------------------ | ----------------- | --------------------- | ----------------------------- |
| 1988  | Auto      | Mitsubishi          | 91e                | -                 | Étienne Smulevici     |                               |
| 1999  | Auto      | Schlesser-Renault   | 7e                 | 3                 | José Maria Servià     |                               |
| 2000  | Auto      | Nissan              | Abd. (13éme étape) | -                 | Grégoire De Mevius    |                               |
| 2001  | Auto      | Ford                | 13e                | -                 | Bruno Saby            |                               |
| 2002  | Auto      | Mitsubishi          | 3e                 | 1                 | Kenjiro Shinozuka     |                               |
| 2003  | Auto      | Nissan              | Abd.               | 1                 | Kenjiro Shinozuka     |                               |
| 2004  | Auto      | Nissan              | 22e                | -                 | Yoshio Ikemachi       |                               |
| 2005  | Auto      | Nissan              | 7e                 | -                 | Carlos Sousa          |                               |
| 2006  | Auto      | Mitsubishi          | 39e                | -                 | Isabelle Patissier    | 1re                           |
| 2007  | Auto      | Buggy SMG           | 36e                | -                 | Isabelle Patissier    | 2e                            |
| 2009  | Auto      | Buggy SMG           | 17e                | -                 | Isabelle Patissier    | 1re                           |
| 2010  | Auto      | Buggy SMG           | Abd.               | -                 | Isabelle Patissier    | Abd.                          |
| 2011  | Auto      | Buggy Sadev Nissan  | 16e                | -                 | Isabelle Patissier    | 1re                           |
| 2012  | Auto      | Buggy Dessoude ORYX | 28e                | -                 | Isabelle Patissier    | 1re                           |
| 2013  | Auto      | Buggy Dessoude ORYX | Abd. (4éme étape)  | -                 | Stéphane Wintenberger |                               |
| 2014  | Auto      | Buggy Delli-Zotti   | 26e                | -                 | Isabelle Patissier    | 1re                           |

### Autres
- Baja Aragón 1999 : vainqueur en tant que copilote de José Maria Servià
- Rallye de Tunisie 2001 : vainqueur en tant que copilote de Bruno Saby